# Dolichowithius emigrans
Dolichowithius emigrans är en spindeldjursart som först beskrevs av Albert Tullgren 1907.  Dolichowithius emigrans ingår i släktet Dolichowithius och familjen Withiidae. Inga underarter finns listade i Catalogue of Life.